# موکو
موکو شهری در شهرستان باگاسی در استان باله در بورکینافاسوی جنوبی است و جمعیت آن ۷۰۰ نفر است.